# 四须鲃两极虫
四须鲃两极虫（学名：Myxidium barbodesi）为两极科两极虫属的动物。在中国，分布于云南等，营寄生生活，寄生在湖四须鲃、云南光唇鱼的胆囊。